# Vannesa Rosales
Vannesa Rosales-Gautier (Mérida, Venezuela, 20 de abril de 1989) es una activista y profesora venezolana del estado Mérida.

## Detención
Rosales se ha desempeñado como maestra de escuela y como defensora de los derechos sexuales y reproductivos en el estado Mérida. Tras ser acusada de brindar información y medicamentos a una adolescente de 13 años para la interrupción voluntaria de su embarazo, producto de una violación, Rosales fue arrestada el 12 de octubre de 2020 e imputada de los delitos de agavillamiento, asociación para delinquir y aborto inducido por tercero. Aunque el violador de la adolescente tenía una orden de captura, para enero de 2021 el violador seguía en libertad.
Más de 200 organizaciones nacionales e internacionales exigieron que se le garantizara el debido proceso y el derecho a la defensa. Adicionalmente, las ONG reclamaron que se flexibilizara la legislación venezolana que penaliza el aborto, tal y como ha sido recomendado al Estado venezolano por diversas instancias de derechos humanos, así como que cese la persecución a las mujeres por acceder a este servicio de salud. De acuerdo a un comunicado de la ONG 100 % Estrógeno, y suscrito por más de 200 asociaciones, en el proceso penal se han incumplido importantes garantías judiciales previstas en la legislación nacional y en tratados internacionales.
La audiencia de flagrancia se realizó 4 días después de su detención, superando las 36 horas que establece la ley, amparados en un diferimiento presentado por el Ministerio Público, 48 horas posteriores a su aprensión. Sus defensores no habían podido tener acceso a la acusación formal que hizo el Ministerio Público ni a su expediente. Hasta el 8 de enero de 2021, solo les habían permitido a sus abogados ver a Vannesa una vez. El 11 de enero de 2021, Rosales recibió la medida sustitutiva de arresto domiciliario.